# The Besnard Lakes Are the Roaring Night

The Besnard Lakes Are the Roaring Night est le troisième album du groupe The Besnard Lakes. Il fut lancé sur le label indépendant Jagjaguwar le 9 mars 2010.
L'album a été enregistré dans le Breakglass Studio qui appartient à Jace Lacek ; ce studio est situé à Parc-Extension. Le mixage de l'album a été réalisé sur une console Neve datant de 1968, achetée par Lasek à un studio new-yorkais. Selon la rumeur, cette console fut utilisée pour l'enregistrement de certaines parties de l'album Physical Graffiti de Led Zeppelin, ce qui fait dire à Olga Goreas : « En studio, on se mettait parfois à rêver. C'est quand même la guitare de Jimmy Page qui a passé par là. Bien sûr que ça m'a inspirée. On sentait son esprit. C'est le principe du vaudou, non ?».
Cet album est également pour le groupe l'occasion d'utiliser de nouveaux instruments : guitare à 12 cordes, flûte, omnichord et mellotron.

## Liste des titres
1. Like the Ocean, Like the Innocent Pt. 1: The Ocean - 1:39
2. Like the Ocean, Like the Innocent Pt. 2: The Innocent - 7:17
3. Chicago Train - 5:18
4. Albatross - 4:42
5. Glass Printer - 3:54
6. Land of Living Skies Pt. 1: The Land - 1:05
7. Land of Living Skies Pt. 2: The Living Skies - 5:42
8. And This Is What We Call Progress - 5:10
9. Light Up the Night - 7:25
10. The Lonely Moan - 4:19